# Эмери V де Туар
Эмери V (фр. Aimery V de Thouars; ок. 1095 — 1127) — 14-й виконт Туара с 1123 года.
Сын Жоффруа III и его жены Амелины.
Наследовал отцу в 1123 году.
Через несколько лет свои права на виконтство предъявил Эмери VI — двоюродный брат Эмери V. Между ними началась война. В 1127 году Эмери V был убит в Туарском замке в результате предательства (tué par la trahison des siens).

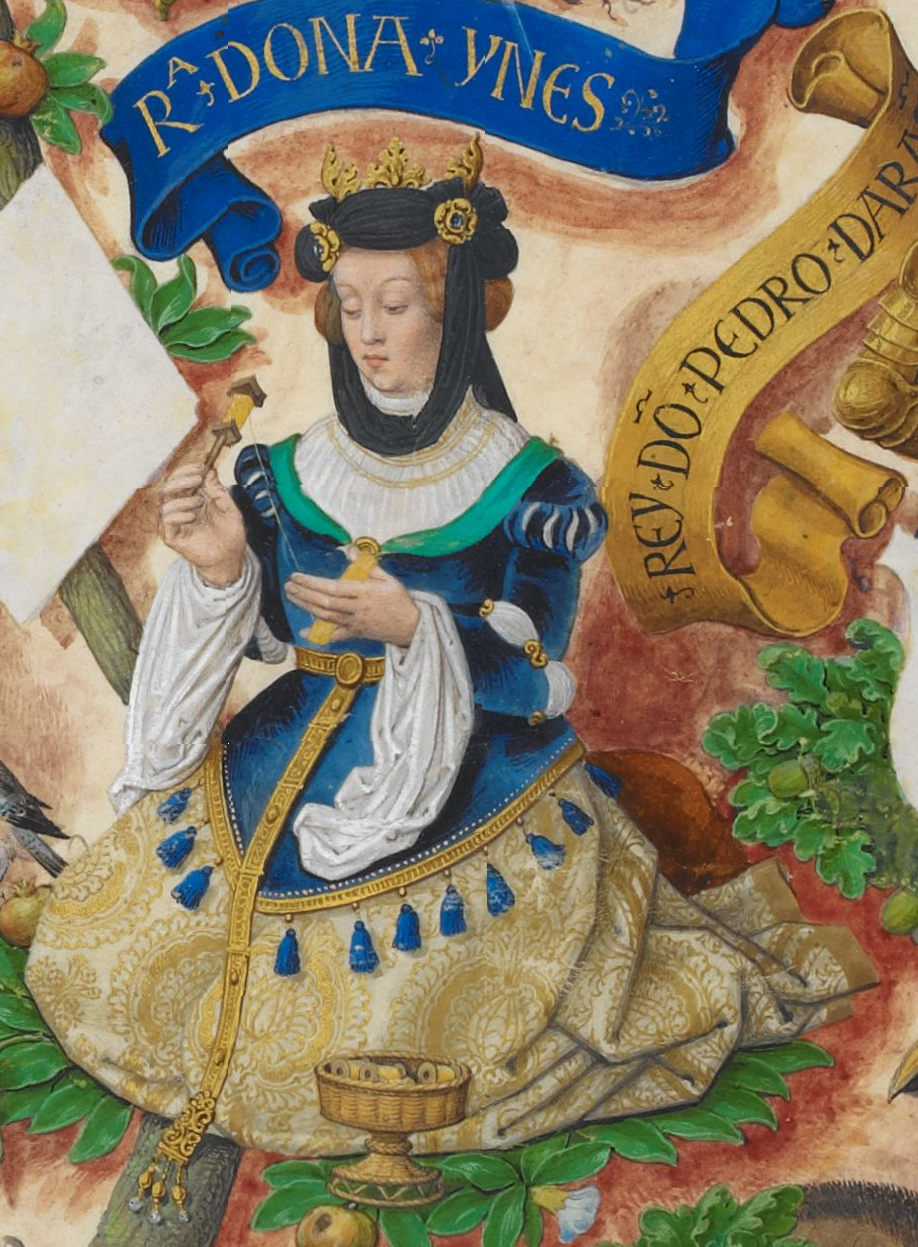
Агнесса Аквитанская

## Семья
Жена — Агнесса (Матильда), дочь или герцога Аквитании Гильома IX, или Гильома дю Пюи дю Фу. Дети:
- Гильом I, виконт Туара
- Жоффруа IV (1125—1173), виконт Туара
- Ги де Туар, предок де Бофоров.

После смерти Эмери V его вдова вышла замуж за арагонского короля Рамиро Монаха.